# Prix Bernard Versele
Le prix Bernard Versele de la ligue des familles de Bruxelles est un prix littéraire récompensant les œuvres de littérature d'enfance et de jeunesse. Il a été créé en 1979 en hommage à Bernard Versele.

## Historique

### Présentation
Le prix est créé en 1979.
Il récompense des ouvrages choisis par un jury composé d'enfants de 3 à 13 ans. Ils étaient 46 000 à participer à ce choix en 2013, 42 000 en 2014, et 34 000 en 2021.
En 2019, le prix fête ses 40 ans. Les bilans de ces 40 éditions font état de 1 300 000 votes d’enfants, 1 000 livres sélectionnés, et 181 ouvrages primés dans les cinq catégories.

### Catégories
Il existe cinq catégories depuis 1991 :
- une chouette (jusqu'à 4 ans)
- deux chouettes (4-6 ans)
- trois chouettes (6-8 ans)
- quatre chouettes (8-10 ans)
- cinq chouettes (10-12 ans).

## Reconnaissance internationale du prix
Le Prix Bernard Versele est sélectionné à plusieurs reprises par le prestigieux prix international suédois, le Prix commémoratif Astrid-Lindgren, en 2012, 2013, 2014, 2019 et 2020.

## Quelques lauréats
Quelques livres et auteurs récompensés.

### Années 2000
- 2000 : Chris Donner, illustré par Alex Sanders, Mon affreux papa (L’École des loisirs) (3 chouettes)[8]
- 2002 : Pascal Teulade, illustré par Jean-Charles Sarrazin, Bonjour Madame la Mort (L’École des loisirs)[9]
- 2003[10] : 
  - Mario Ramos, C'est moi le plus fort (L’École des loisirs) (1 chouette)
  - Christian Voltz, C'est pas ma faute ! (Éditions du Rouergue) (2 chouettes)
  - Roald Dahl, illustré par Quentin Blake, L'Énorme Crocodile (Gallimard, Folio benjamin) (3 chouettes)
- 2004[11] : 
  - Jean-Jacques Greif, Mes enfants, c'est la guerre (L'Ecole des Loisirs) (5 chouettes)
  - Vincent Cuvellier, La Chauffeuse de bus (Le Rouergue) (4 chouettes)
  - Agnès Desarthe, illustré par Claude Ponti, Petit prince Pouf (L’École des loisirs) (3 chouettes)[12]
  - Jean Gourounas, Avis de tempête, éditions du Rouergue (2 chouettes)
- 2005 : 
  - Jean-Claude Mourlevat, L'Homme à l'oreille coupée (Éditions Thierry Magnier) (4 chouettes)
  - Quentin Blake, Armeline Fourchedrue reine du volant, (Gallimard) (2 chouettes)
  - Jean Gourounas, Grosse légume, Rouergue (1 chouette)
  - Jean-Claude Mourlevat, La Ballade de Cornebique (Gallimard) (5 chouettes)
- 2006 : 
  - Jean-Claude Mourlevat, La Troisième Vengeance de Robert Poutifard, (Gallimard) (5 chouettes)
  -  Vincent Cuvellier, Charles Dutertre, Tu parles, Charles (Le Rouergue) (4 chouettes)
  - Anthony Browne, Ourson et la Ville, (Kaléidoscope) (2 chouettes)
- 2007[13] :
  - Jean-François Chabas, L’eau verte (5 chouettes)
  - Chen Jianghong, Petit Aigle (4 chouettes)
  - Lena Landström, illustrations Olof Landström, Quatre poules et un coq (2 chouettes)
  - Catharina Valckx, Coco panache (1 chouette)
- 2008[14] : 
  - Mario Ramos, Loup, Loup, y es-tu ?, (L’École des loisirs) (1 chouette)
  - Mario Ramos, Un monde de cochons, (L'École des loisirs) (2 chouettes)
  - Max Ducos, Jeu de piste à Volubilis  (Sarbacane) (3 chouettes)
- 2009 : 
  - Valérie Zenatti, Adieu, mes 9 ans ! (L'Ecole des Loisirs) (4 chouettes)
  - Davide Cali, ill. Serge Bloch, L'ennemi (Sarbacane)  (5 chouettes)

### Années 2010
- 2010 : 
  - Emily Gravett pour Drôle d'oeuf (Kaléidoscope) (1 chouette)
  - Sylvain Victor, Michel le mouton qui n’avait pas de chance (Editions Thierry Magnier) (3 Chouettes)[15].
- 2011[16] : 
  - Benoît Jacques, La Nuit du visiteur (éditions Benoît Jacques books) (3 chouettes)
  - Jean-Luc Fromental et Joëlle Jolivet, Oups !, (Hélium) (4 chouettes)
  - Brian Selznick, L'Invention de Hugo Cabret (Bayard Jeunesse) (5 chouettes)
- 2012 : Hervé Tullet, Un livre (Bayard jeunesse 2010) (1 chouette)[17]
- 2013[18] :
  - Christophe Nicolas et Guillaume Long, Tétine Man, Didier Jeunesse (2 chouettes)
  - Philippe Lechermeier et Delphine Perret, Lettres à plumes et poils, Editions Thierry Magnier (4 chouettes)
  - Marie Desplechin, Babyfaces, École des loisirs (5 chouettes)
- 2014[3] :
  - Stephen Savage, Morse où es-tu ?, Pastel, l’École des loisirs (1 chouette)
  - Dennis Nolan, Rêves d'Océan, Petite Plume de carotte (2 chouettes)
  - Bill Thomson, Dessine !, L'École des loisirs (3 chouettes)
  - Bertrand Santini et Laurent Gapaillard, Le Yark, Grasset Jeunesse, coll. Lecteurs en herbe (4 chouettes)
  - Christophe Léon, Le Goût de la tomate, Éditions Thierry Magnier, coll. Petite Poche (5 chouettes)
- 2015[19]
  - Lucie Félix, 2 yeux ?, Les Grandes Personnes (1 chouette)
  - Koen Van Biesen, Le voisin lit un livre, Alice Jeunesse (Trad. du néerlandais par Midigiri) (2 chouettes)
  - Matthieu Sylvander, ill. de Perceval Barrier, 3 contes cruels, L’École des loisirs (3 chouettes)
  - Michael Morpurgo, Mauvais garçon, Gallimard Jeunesse (trad. de l’anglais par Diane Ménard) (4 chouettes)
  - Davide Cali, L’amour ? C’est mathématique !, Sarbacane (5 chouettes)
- 2016[20]
  - Chris Haughton, Un peu perdu, Éditions Thierry Magnier (1 chouette)
  - Chris Haughton, Chut ! On a un plan, Éditions Thierry Magnier (2 chouettes)
  - Thomas Bretonneau, ill. Perceval Barrier, Les trois pires histoires de pirates, L’école des loisirs (3 chouettes)
  - Géraldine Elschner, ill. Antoine Guilloppé, Tout d’un loup, L’élan vert (4 chouettes)
  - Morris Gleitzman, Temps de chien pour les requins, Les Grandes Personnes (5 chouettes)
- 2017[21]
  - Dorothée de Monfreid, Dodo, Lécole des loisirs (1 chouette)
  - Delphine Bournay, Le concours de force, L'école des loisirs (2 chouettes)
  - Claire Lebourg, Une journée avec Mousse, L'école des loisirs (3 chouette)
  - Praline Gay-Para, ill. Rémi Saillard, Bonnets rouges et bonnets blancs : un conte antillais, Didier Jeunesse (4 chouettes)
  - Katherine Applegate, ill. Patricia Castelao, Le seul et unique Ivan, Seuil - Traduit de l'américain par Raphaële Eschenbrenner (5 chouettes)
- 2018 :
  - Adrien Albert, Train fantôme, L'école des loisirs (1 chouette)
  - Marie Dorléans, Course épique, Sarbacane (2 chouettes)
  - Catharina Valckx, ill. Nicolas Hubesch, Bruno. Quelques jours de ma vie très intéressante, L'école des loisirs (3 chouettes)
  - Håkon Øvreås, ill. Øyvind Torseter, Maarron, trad. du norvégien par Aude Pasquier, La Joie de Lire (4 chouettes)
  - Rémi Farnos, Alcibiade, La Joie de Lire (5 chouettes)
- 2019[22],[5] :
  - Andrée Prigent, Poto le chien, Didier Jeunesse (1 Chouette)
  - Magali Arnal, Capitaine Maman, l'école des loisirs (2 Chouettes)
  - Gaëtan Dorémus,  Minute papillon !, Rouergue (3 Chouettes)
  - Guillaume Guéraud, Ma grand-mère est une terreur, Rouergue (4 Chouettes)
  - Jakob Wegelius, Sally Jones, la grande aventure, éditions Thierry Magnier (5 Chouettes)

### Années 2020
- 2020[23]
  - Tarō Gomi, Enfin avec ma mamie ! , Nobi Nobi (1 Chouette)
  - Aaron Reynolds (texte) et Peter Brown (illustrations), Menace verte, Le Genévrier (2 Chouettes)
  - Adrien Albert, Claude et Morino, L'école des loisirs (3 Chouettes)
  - Delphine Perret, Une super histoire de cow-boy, Les fourmis rouges (4 Chouettes)
  - Jean-Claude Mourlevat (texte) et Antoine Ronzon (illustrations), Jefferson, Gallimard Jeunesse (5 Chouettes)
- 2021[24]
  - Émilie Vast, Moi, j’ai peur du loup, éditions MeMo (1 chouette)
  - Brian Lies, Le Jardin d’Evan, Albin Michel Jeunesse (2 chouettes)
  - Muriel Bloch et Marie Novion,  Coyote et le chant des larmes, Seuil jeunesse (3 chouettes)
  - Guillaume Guéraud et Henri Meunier, La face cachée du prince charmant, éditions du Rouergue (4 chouettes)
  - Vera Brosgol, Un été d’enfer, éditions Rue de Sèvres (5 chouettes)

- 2022 :
  - Marie Colot  et Françoise Rogier, Mamie, ça suffit !, éd. A pas de loups (1 chouette)
  - Ludovic Lecomte et Irène Bonacina, Oscar et Carrosse. La soupe de pâtes, éd. L'Ecole des loisirs (2 chouettes)
  - Davide Cali et Benjamin Chaud, Les adultes ne font jamais ça, éd. Hélium (3 chouettes)
  - Jean-Baptiste Del Amo et Karine Daisay, Yukio, l'enfant des vagues, éd. Gallimard Jeunesse (4 chouettes)
  - Erik L'Homme et Éloïse Scherrer, Masca : manuel de survie en cas d'apocalypse, éd. Gallimard Jeunesse (5 chouettes)
- 2023[25] :
  - Chris Haughton, Et si ? , Thierry Magnier (1 chouette)
  - Jan Jutte, Tigre, Les éditions des éléphants (2 chouettes)
  - Mari Kanstad Johns, 3,2,1, Cambourakis (3 chouettes)
  - Gilles Bachelet, Résidence Beau Séjou, Seuil jeunesse (4 chouettes)
  - Oriane Lassus, Les gardiennes du grenier, Biscoto (5 chouettes)
- 2024 :
  - Adrien Albert, Chantier Chouchou Debout, L'École des loisirs (1 chouette)
  - Sergio Ruzzier, Poussin et Renard, La Joie de Lire (2 chouettes)
  - Max Ducos, Mon passage secret, Sarbacane (3 chouettes)
  - Jean-Luc Fromental et Joëlle Jolivet, Miss Chat (T. 1). Le cas du canari, Hélium (4 chouettes)
  - Olivier Balez, Babyface, d'après le roman de Marie Desplechin, Rue de Sèvres (5 chouettes)